# Локули
Локули (итал. Loculi) је насеље у Италији у округу Нуоро, региону Сардинија.
Према процени из 2011. у насељу је живело 487 становника. Насеље се налази на надморској висини од 29 м.

## Становништво
Према резултатима пописа становништва 2011. у општини је живело 515 становника.
| 1936. | 1951. | 1961. | 1971. | 1981. | 1991. | 2001. | 2011. |
| ----- | ----- | ----- | ----- | ----- | ----- | ----- | ----- |
| 398   | 523   | 696   | 614   | 608   | 558   | 523   | 515   |